# From the Outer Court to the Inner Sanctum
From the Outer Court to the Inner Sanctum (Do Recinto Externo ao Santuário interno) é um livro da escritora inglesa Annie Wood Besant publicado em português pela Editora Pensamento e originalmente pela The Teosophical Publishing House.

## Conteúdo
Constitui-se de uma reunião de cinco capítulos nos quais Annie Besant descreve a jornada da evolução humana, do ponto de vista espiritual e esotérico, mostrando a trilha ao longo da qual a humanidade caminha lentamente rumo ao Templo, que é a sua meta, e explicando o porquê dessa caminhada e as razões de sua extrema lentidão. A autora faz uma analogia da evolução humana (do ponto de vista espiritual) com a subida por uma montanha, onde no seu cume há um templo. Disserta sobre as dificuldades e os desafios de quem sobe por esta montanha, que na linguagem esotérica significa elevar seu grau de consciência, independente de se estar consciente ou não desta escalada. Para quem chega ao Templo (outro termo de significado esotérico), há novas tarefas a cumprir e passos a empreender. Neste contexto, o termo Templo significa um local interno, subjetivo, e silencioso onde o ser encontra-se mais próximo de sua essência.